# Filmjahr 1947
Liste der Filmjahre

◄◄ | ◄ | 1943 | 1944 | 1945 | 1946 | Filmjahr 1947 | 1948 | 1949 | 1950 | 1951 | ► | ►►

Weitere Ereignisse

## Ereignisse
- 16. April – Gründung der British Academy of Film and Television Arts
- Oktober – Elia Kazan, Cheryl Crawford und Robert Lewis gründen in New York das Actors Studio.

## Erfolgreichste Filme

### Top 10 in den USA
Die zehn erfolgreichsten Filme an den US-amerikanischen Kinokassen nach Einspielergebnis.
| Platz | Filmtitel                        | Einspielergebnis in US-Dollar |       |
| ----- | -------------------------------- | ----------------------------- | ----- |
| 1.    | Welcome Stranger                 | 6.100.000                     | [ 1 ] |
| 2.    | The Egg and I                    | 5.500.000                     | [ 1 ] |
| 3.    | Unconquered                      | 5.250.000                     | [ 2 ] |
| 4.    | Life with Father                 | 5.057.000                     | [ 3 ] |
| 5.    | Forever Amber                    | 5.000.000                     | [ 1 ] |
| 6.    | Road to Rio                      | 4.500.000                     | [ 1 ] |
| 7.    | Green Dolphin Street             | 4.384.380                     | [ 4 ] |
| 8.    | The Bachelor and the Bobby-Soxer | 4.200.000                     | [ 5 ] |
| 9.    | Mother Wore Tights               | 4.100.000                     | [ 1 ] |
| 10.   | Cass Timberlane                  | 3.983.000                     | [ 4 ] |

## Filmpreise

### Golden Globe Award
Am 26. Februar wurden im Hollywood Roosevelt Hotel die Golden Globes verliehen:
- Bestes Drama: Die besten Jahre unseres Lebens des Regisseurs William Wyler
- Bester Schauspieler: Gregory Peck in Die Wildnis ruft
- Beste Schauspielerin: Rosalind Russell in Schwester Kenny
- Bester Nebendarsteller: Clifton Webb in Auf Messers Schneide
- Beste Nebendarstellerin: Anne Baxter in Auf Messers Schneide
- Bester Regisseur: Frank Capra für Ist das Leben nicht schön?

### Academy Awards
Die Oscarverleihung fand am 13. März im Shrine Auditorium in Los Angeles statt. Moderator war Jack Benny.
- Bester Film: Die besten Jahre unseres Lebens des Regisseurs William Wyler
- Bester Hauptdarsteller: Fredric March in Die besten Jahre unseres Lebens
- Beste Hauptdarstellerin: Olivia de Havilland in Mutterherz
- Bester Regisseur: William Wyler für Die besten Jahre unseres Lebens
- Bester Nebendarsteller: Harold Russell in Die besten Jahre unseres Lebens
- Beste Nebendarstellerin: Anne Baxter in Auf Messers Schneide

Vollständige Liste der Preisträger

### Filmfestspiele von Venedig
Das Festival fand vom 23. August bis zum 15. September statt. Die Jury wählte folgende Preisträger aus:
- Goldener Löwe: Siréna des Regisseurs Karel Steklý
- Bester Schauspieler: Pierre Fresnay für Monsieur Vincent
- Beste Schauspielerin: Anna Magnani für L'Onorevole Angelina
- Bester Regisseur: Henri-Georges Clouzot für Unter falschem Verdacht

### Internationale Filmfestspiele von Cannes
Das Festival in Cannes fand vom 12. September bis zum 25. September statt. Die Jury wählte folgende Preisträger aus:
- Beste musikalische Komödie: Ziegfeld Follies des Regisseurs Roy Del Ruth
- Bester sozialkritischer Film: Im Kreuzfeuer des Regisseurs Edward Dmytryk
- Bester Kriminalfilm: Les Maudits des Regisseurs René Clément

### New York Film Critics Circle Award
- Bester Film: Tabu der Gerechten des Regisseurs Elia Kazan
- Beste Regie: Elia Kazan für Bumerang und Tabu der Gerechten
- Bester Hauptdarsteller: William Powell in Unser Leben mit Vater und Der Senator war indiskret
- Beste Hauptdarstellerin: Deborah Kerr in Die schwarze Narzisse und I See a Dark Stranger
- Bester ausländischer Film: In Frieden leben des Regisseurs Luigi Zampa

### Weitere Filmpreise und Auszeichnungen
- Louis-Delluc-Preis: Paris 1900 der Regisseurin Nicole Vedrès
- National Board of Review: Monsieur Verdoux – Der Frauenmörder von Paris von Charles Chaplin (Bester Film), Elia Kazan für Bumerang und Tabu der Gerechten (Beste Regie), Michael Redgrave in Mourning Becomes Electra (Bester Hauptdarsteller), Celia Johnson in Wunderbare Zeiten (Beste Hauptdarstellerin)
- Photoplay Award: Der Jazzsänger von Alfred E. Green (Bester Film), Bing Crosby (populärster männlicher Star), Ingrid Bergman (populärster weiblicher Star)

## Geburtstage

### Januar bis März
Januar

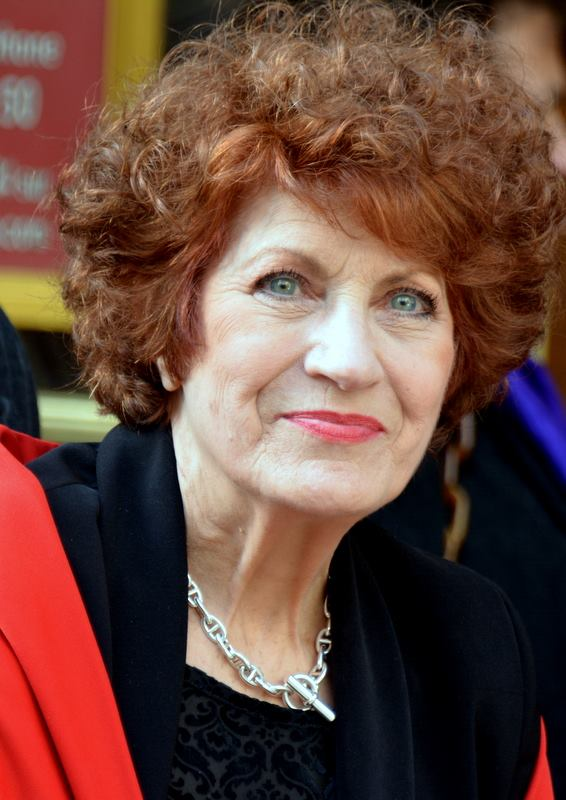
Andréa Ferréol (* 6. Januar)

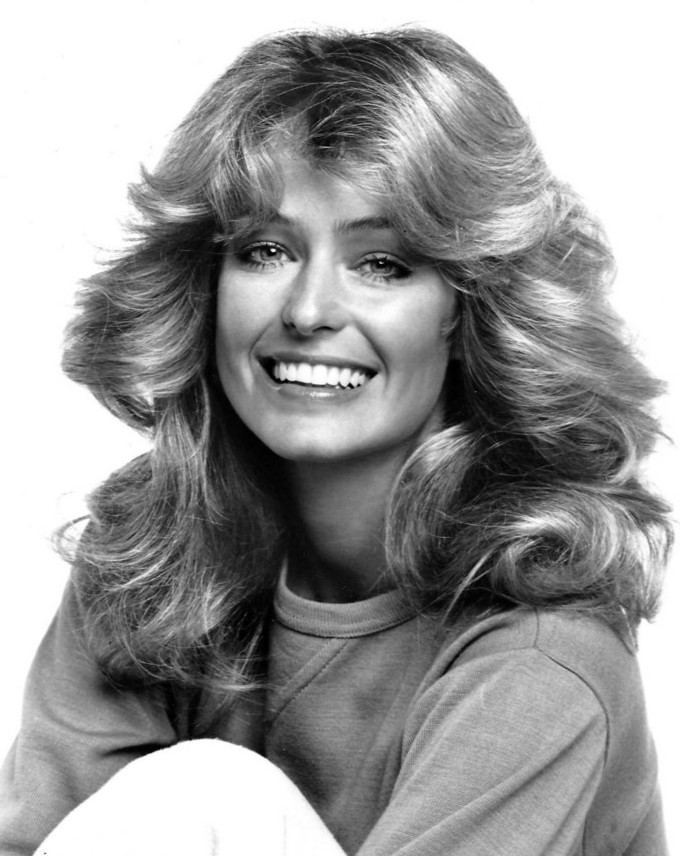
Farrah Fawcett (* 2. Februar)

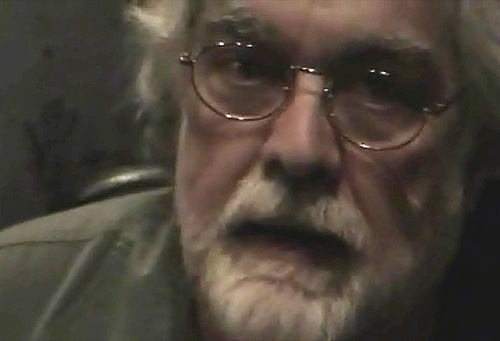
Gunnar Hansen (* 4. März)

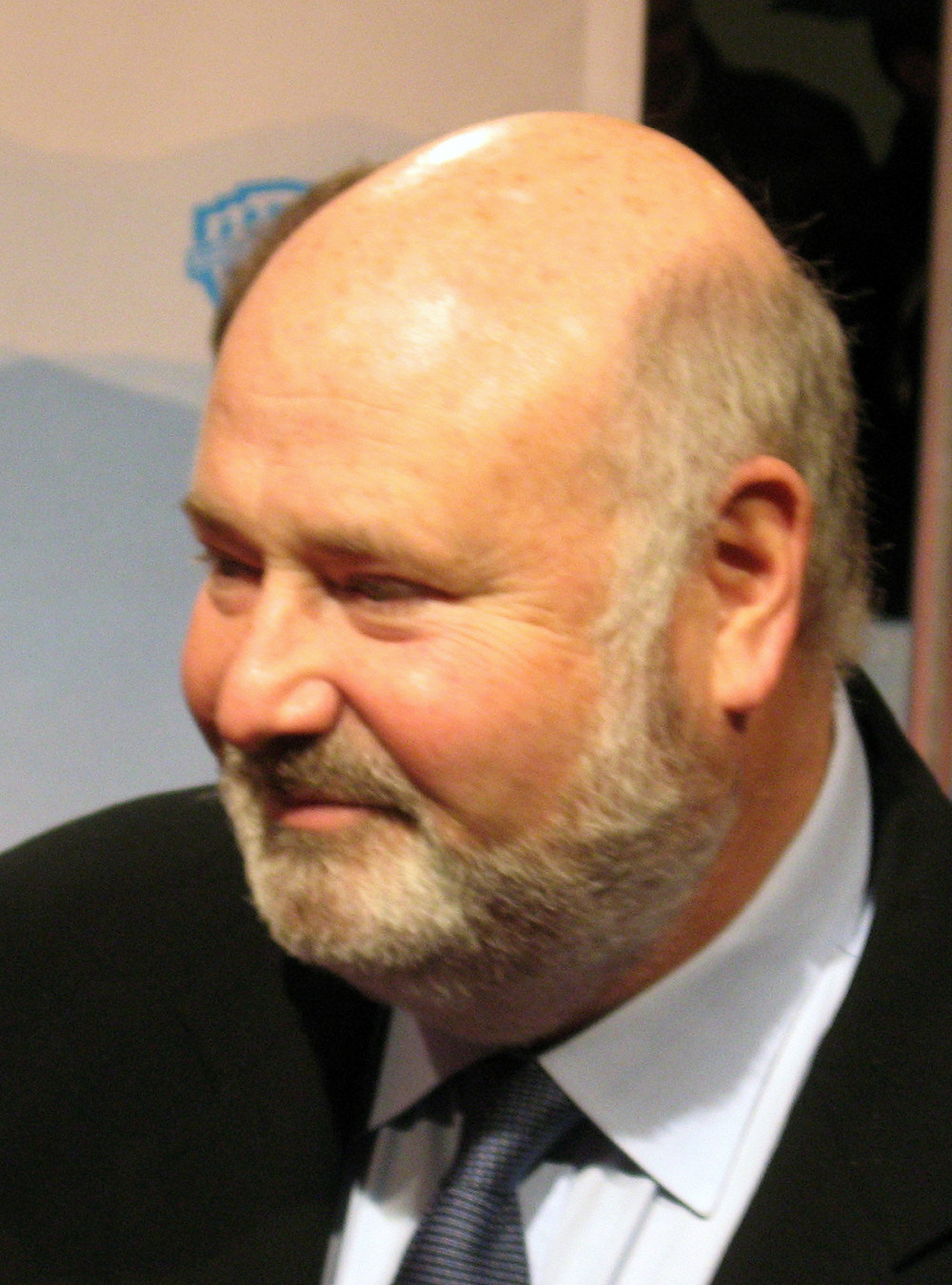
Rob Reiner (* 6. März)

- 06. Januar: Andréa Ferréol, französische Schauspielerin
- 15. Januar: Andrea Martin, US-amerikanische Schauspielerin
- 17. Januar: Jim Cash, US-amerikanische Drehbuchautor und Hochschullehrer († 2000)
- 17. Januar: Jane Elliot, US-amerikanische Schauspielerin
- 17. Januar: Peter Werner, US-amerikanischer Film- und Fernsehregisseur  († 2023)
- 18. Januar: Takeshi Kitano, japanischer Schauspieler und Regisseur
- 19. Januar: Elena Nathanael, griechische Schauspielerin († 2008)
- 21. Januar: Jill Eikenberry, US-amerikanische Schauspielerin
- 26. Januar: Patrick Dewaere, französischer Schauspieler († 1982)
- 30. Januar: Małgorzata Braunek, polnische Schauspielerin († 2014)
- 31. Januar: Jonathan Banks, US-amerikanischer Schauspieler

Februar
- 02. Februar: Farrah Fawcett, US-amerikanische Schauspielerin († 2009)
- 03. Februar: Stephen McHattie, kanadischer Schauspieler
- 03. Februar: Tonea Stewart, US-amerikanische Schauspielerin
- 05. Februar: Jenny Gröllmann, deutsche Schauspielerin († 2006)
- 15. Februar: Wencke Myhre, norwegische Schlagersängerin, Entertainerin und Schauspielerin
- 18. Februar: José Luis Cuerda, spanischer Regisseur und Drehbuchautor
- 20. Februar: Henry Hübchen, deutscher Schauspieler
- 20. Februar: Peter Strauss, US-amerikanischer Schauspieler
- 24. Februar: Edward James Olmos, US-amerikanischer Schauspieler
- 26. Februar: Irina Gărdescu, rumänische Schauspielerin
- 27. Februar: Alan Fudge, US-amerikanischer Schauspieler († 2011)
- 28. Februar: Stephanie Beacham, britische Schauspielerin

März
- 01. März: Hans-Christoph Blumenberg, deutscher Regisseur und Kritiker
- 02. März: Søren Kragh-Jacobsen, dänischer Regisseur
- 04. März: Gunnar Hansen, isländisch-US-amerikanischer Schauspieler († 2015)
- 06. März: Rob Reiner, US-amerikanischer Regisseur
- 07. März: Richard Lawson, US-amerikanischer Schauspieler
- 08. März: Silvia Tortosa, spanische Schauspielerin († 2024)
- 12. März: Ini Assmann, deutsche Schauspielerin († 2015)
- 14. März: Per Källberg, schwedischer Kameramann († 2014)
- 18. März: Dieter Thomas, deutscher Kabarettist und Schauspieler († 2016)
- 19. März: Glenn Close, US-amerikanische Schauspielerin
- 21. März: Bernd Rumpf, deutscher Schauspieler und Synchronsprecher († 2019)
- 24. März: Jiří Bartoška, tschechischer Schauspieler († 2025)

### April bis Juni
April

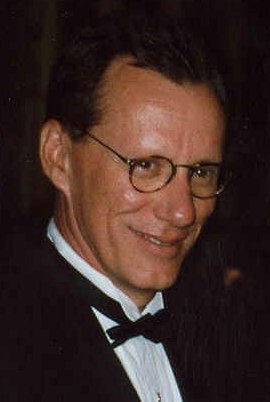
James Woods (* 18. April)

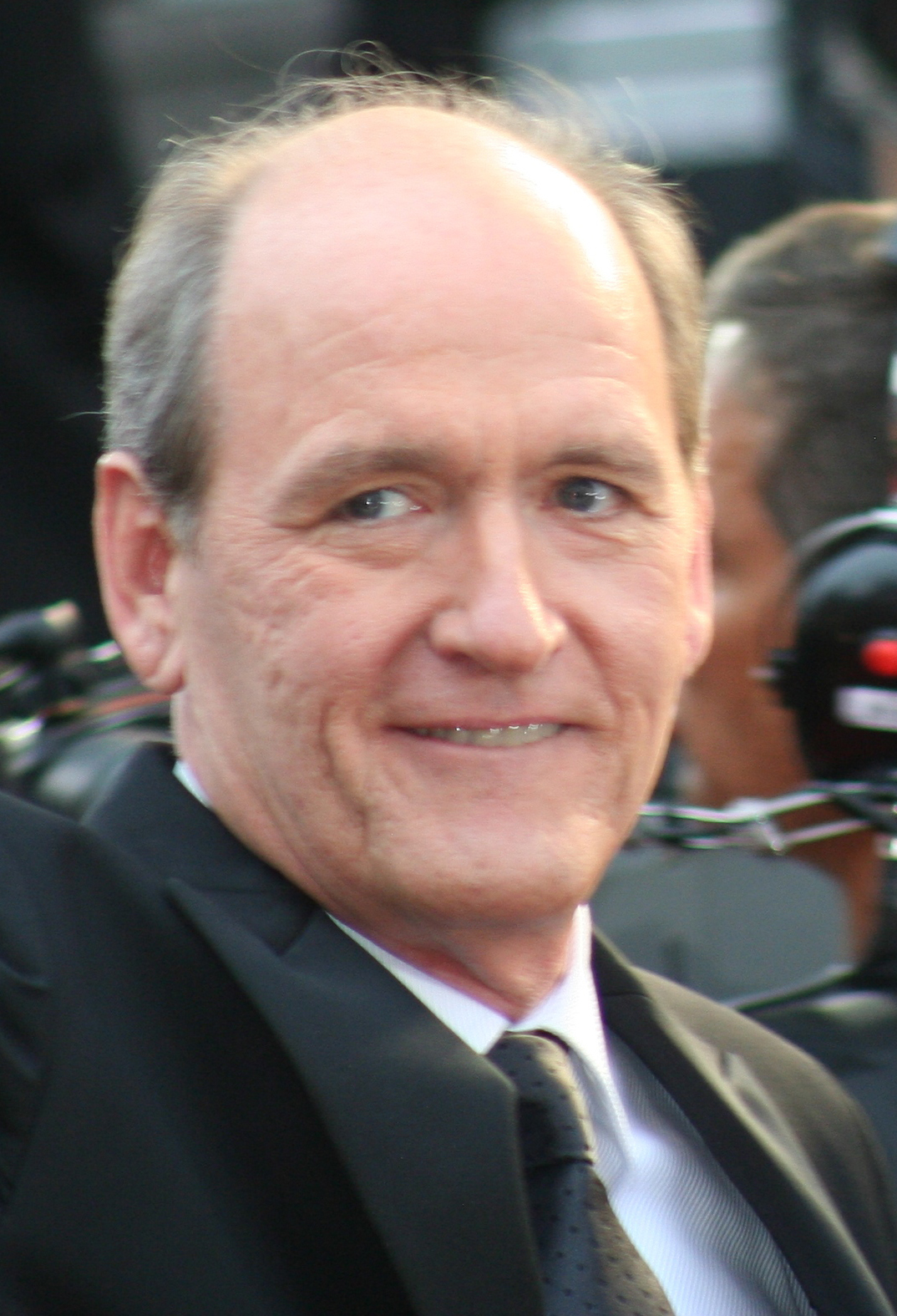
Richard Jenkins (* 4. Mai)

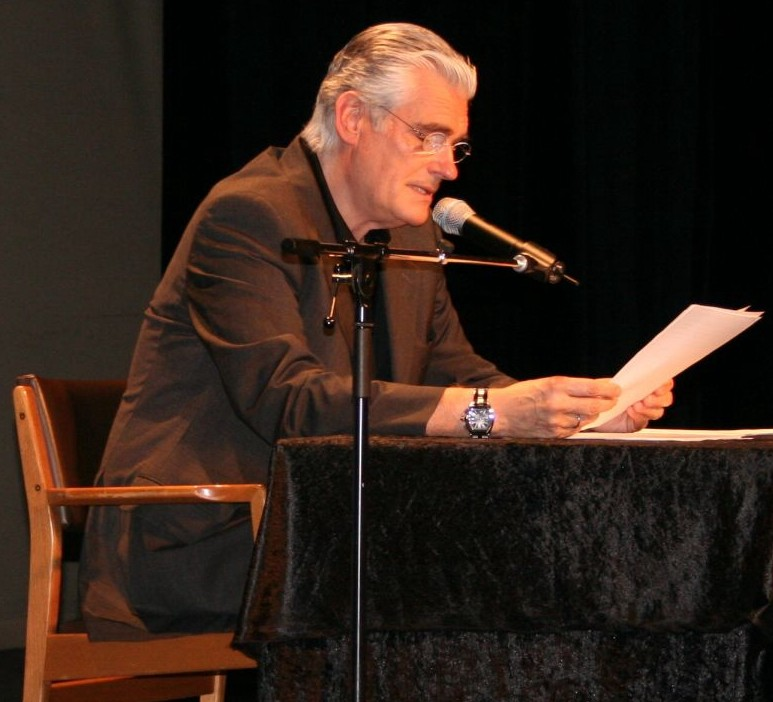
Sky du Mont (* 20. Mai)

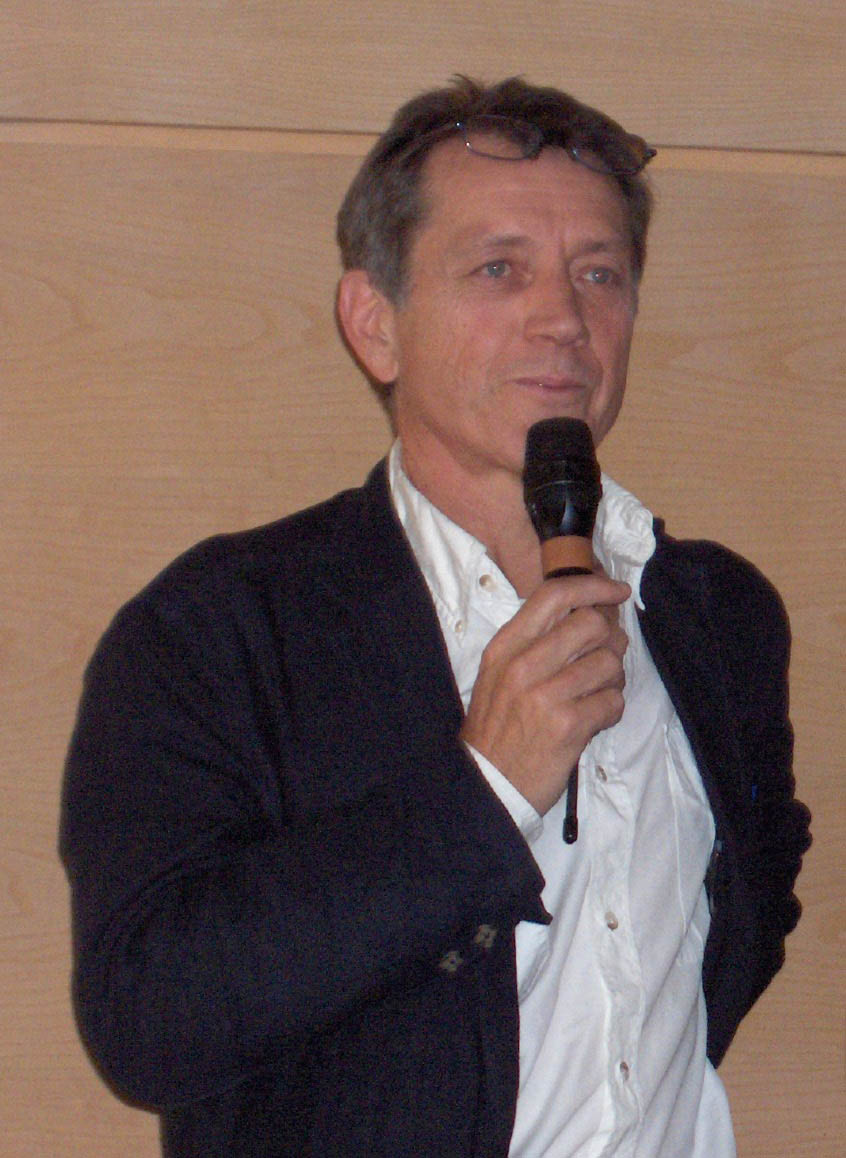
Bernard Giraudeau (* 18. Juni)

- 01. April: Ingrid Steeger, deutsche Schauspielerin und Sängerin († 2023)
- 03. April: Pat Proft, US-amerikanischer Drehbuchautor
- 04. April: Luke Halpin, US-amerikanischer Schauspieler
- 06. April: John Ratzenberger, US-amerikanischer Schauspieler
- 08. April: Hou Hsiao-Hsien, taiwanesischer Regisseur
- 10. April: Ewa Dałkowska, polnische Schauspielerin († 2025)
- 11. April: Uli Edel, deutscher Regisseur
- 11. April: Peter Riegert, US-amerikanischer Schauspieler
- 11. April: Meshach Taylor, US-amerikanischer Schauspieler († 2014)
- 12. April: Dan Lauria, US-amerikanischer Schauspieler
- 12. April: Wayne Northrop, US-amerikanischer Schauspieler
- 15. April: Lois Chiles, US-amerikanische Schauspielerin
- 18. April: Cindy Pickett, US-amerikanische Schauspielerin
- 18. April: Jerzy Stuhr, polnischer Schauspieler und Regisseur († 2024)
- 18. April: James Woods, US-amerikanischer Schauspieler
- 19. April: Sandro Petraglia, italienischer Drehbuchautor
- 23. April: Reinhard Schwabenitzky, österreichischer Regisseur und Drehbuchautor († 2022)
- 25. April: Jeffrey DeMunn, US-amerikanischer Schauspieler
- 26. April: Warren Clarke, britischer Schauspieler († 2014)

Mai
- 02. Mai: Prashanta Nanda, indischer Schauspieler und Regisseur
- 04. Mai: Richard Jenkins, US-amerikanischer Schauspieler
- 10. Mai: Marion Ramsey, US-amerikanische Schauspielerin und Sängerin († 2021)
- 14. Mai: Anne Wiazemsky, französische Schauspielerin († 2017)
- 16. Mai: Bill Smitrovich, US-amerikanischer Schauspieler
- 18. Mai: Gail Strickland, US-amerikanische Schauspielerin
- 20. Mai: Sky du Mont, deutscher Schauspieler
- 21. Mai: Jonathan Hyde, britischer Schauspieler
- 24. Mai: Swetlana Toma, moldawisch-russische Schauspielerin
- 29. Mai: Anthony Geary, US-amerikanischer Schauspieler

Juni
- 01. Juni: Hans Bayer deutscher Schauspieler und Synchronsprecher
- 01. Juni: Jonathan Pryce, britischer Schauspieler
- 03. Juni: John Dykstra, US-amerikanischer Spezial-Effekt-Künstler
- 05. Juni: David Hare, britischer Dramatiker und Drehbuchautor
- 06. Juni: Robert Englund, US-amerikanischer Schauspieler
- 15. Juni: Lee Purcell, US-amerikanische Schauspielerin
- 16. Juni: Günther Kaufmann, deutscher Schauspieler
- 17. Juni: George S. Clinton, US-amerikanischer Komponist
- 18. Juni: Bernard Giraudeau, französischer Schauspieler
- 18. Juni: Hanns Zischler, deutscher Schauspieler
- 20. Juni: Candy Clark, US-amerikanische Schauspielerin
- 21. Juni: Meredith Baxter, US-amerikanische Schauspielerin
- 21. Juni: Marie-Hélène Breillat, französische Schauspielerin
- 21. Juni: Michael Gross, US-amerikanischer Schauspieler
- 23. Juni: Bryan Brown, australischer Schauspieler
- 24. Juni: Peter Weller, US-amerikanischer Schauspieler
- 28. Juni: Anny Duperey, französische Schauspielerin
- 29. Juni: Richard Lewis, US-amerikanischer Schauspieler und Comedian († 2024)

### Juli bis September
Juli

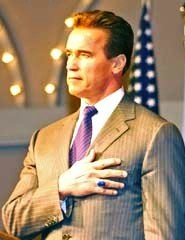
Arnold Schwarzenegger (* 30. Juli)

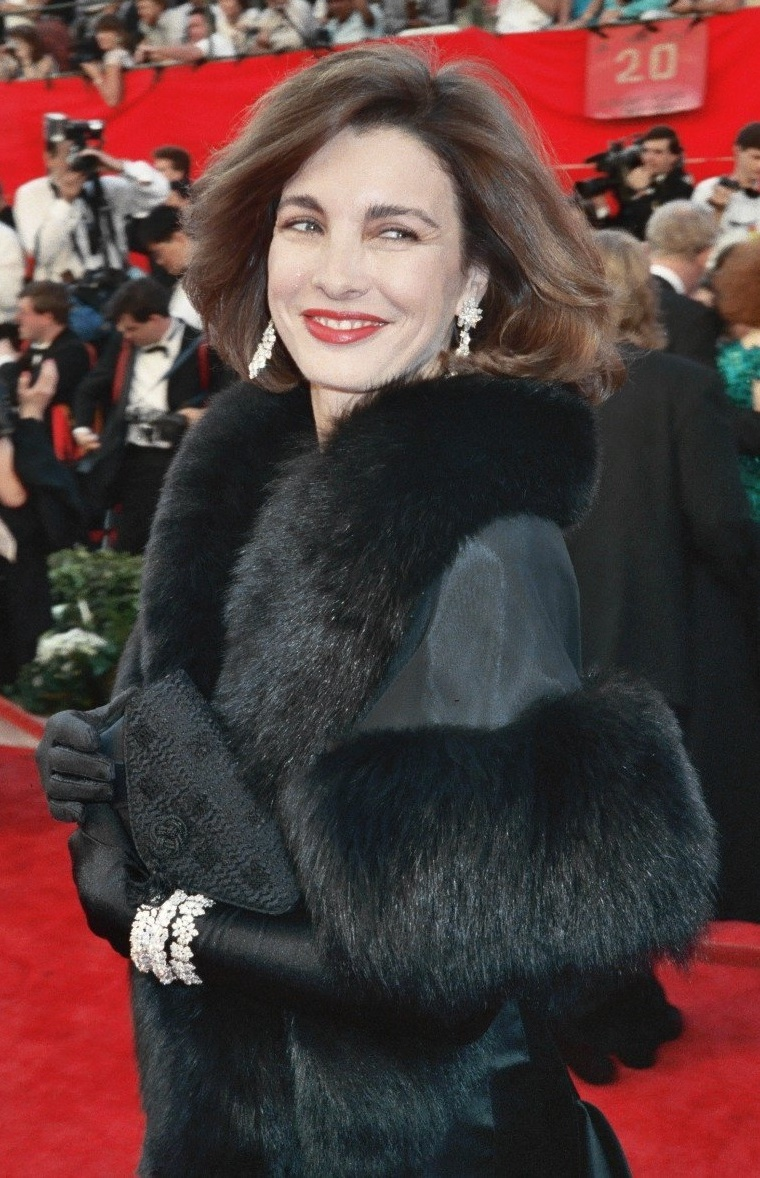
Anne Archer (* 25. August)

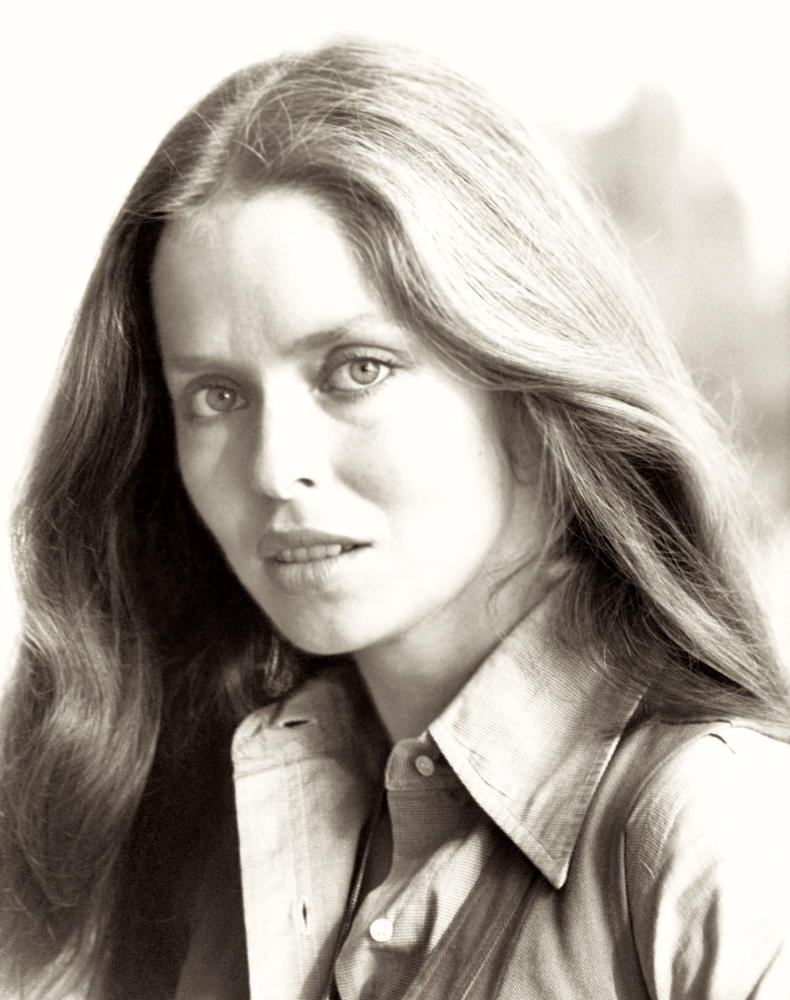
Barbara Bach (* 27. August)

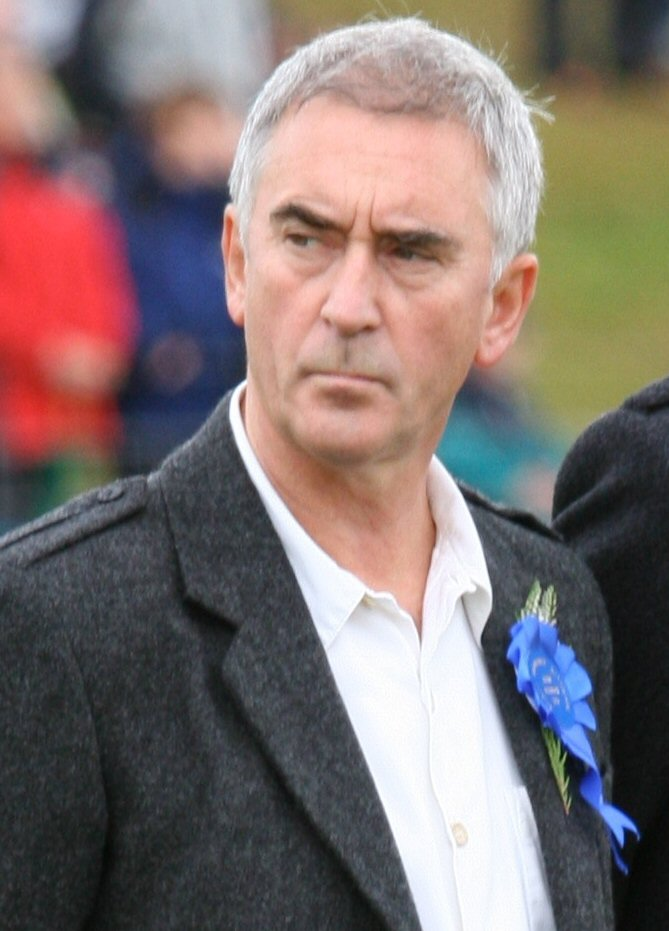
Denis Lawson (* 27. September)

- 03. Juli: Betty Buckley, US-amerikanische Schauspielerin
- 08. Juli: Kim Darby, US-amerikanische Schauspielerin
- 09. Juli: O. J. Simpson, US-amerikanischer American-Football-Spieler und Schauspieler († 2024)
- 10. Juli: Dagmar Heller, deutsche Schauspielerin und Synchronsprecherin († 2015)
- 13. Juli: Martin Ferrero, US-amerikanischer Schauspieler
- 18. Juli: Helke Misselwitz, deutsche Regisseurin
- 20. Juli: Camille Keaton, US-amerikanische Schauspielerin
- 22. Juli: Albert Brooks, US-amerikanischer Schauspieler und Drehbuchautor
- 23. Juli: Mohan Agashe, indischer Schauspieler
- 23. Juli: David Bordwell, US-amerikanischer Filmwissenschaftler († 2024)
- 23. Juli: Larry Manetti, US-amerikanischer Schauspieler
- 24. Juli: Robert Hays, US-amerikanischer Schauspieler
- 30. Juli: William Atherton, US-amerikanischer Schauspieler
- 30. Juli: Arnold Schwarzenegger, österreichisch-amerikanischer Schauspieler
- 31. Juli: Richard Griffiths, britischer Schauspieler

August
- 03. August: Francisco José Lombardi, peruanischer Regisseur
- 05. August: Angry Anderson, australischer Rocksänger und Schauspieler
- 07. August: Jess Ingerslev, dänischer Schauspieler, Synchronsprecher und Musiker († 2014)
- 08. August: Nicolás Echevarría, mexikanischer Regisseur
- 08. August: Lutz Riedel, deutscher Schauspieler und Synchronsprecher
- 08. August: Ben Sombogaart, niederländischer Regisseur
- 08. August: Larry Wilcox, US-amerikanischer Schauspieler
- 11. August: Stuart Gordon, US-amerikanischer Regisseur und Drehbuchautor († 2020)
- 11. August: Diether Krebs, deutscher Schauspieler und Kabarettist († 2000)
- 19. August: Gerald McRaney, US-amerikanischer Schauspieler
- 20. August: Ray Wise, US-amerikanischer Schauspieler
- 22. August: Cindy Williams, US-amerikanische Schauspielerin († 2023)
- 25. August: Anne Archer, US-amerikanische Schauspielerin
- 25. August: Filip Bajon, polnischer Regisseur
- 25. August: T. S. Cook, US-amerikanischer Drehbuchautor und Produzent († 2013)
- 27. August: Barbara Bach, US-amerikanische Schauspielerin
- 27. August: Harry Reems, US-amerikanischer Pornodarsteller († 2013)
- 28. August: Alice Playten, US-amerikanische Schauspielerin und Sängerin († 2011)
- 28. August: Debra Mooney, US-amerikanische Schauspielerin
- 29. August: Steffen Kuchenreuther, deutscher Produzent († 2013)

September
- 06. September: Jane Curtin, US-amerikanische Schauspielerin
- 14. September: Sam Neill, irischer Schauspieler
- 19. September: Janusz Zaorski, polnischer Regisseur und Drehbuchautor
- 21. September: Stephen King, US-amerikanischer Schriftsteller
- 23. September: Mary Kay Place, US-amerikanische Schauspielerin
- 25. September: Liz Torres, US-amerikanische Schauspielerin
- 27. September: Harry Baer, deutscher Schauspieler
- 27. September: Denis Lawson, US-amerikanischer Schauspieler

### Oktober bis Dezember
Oktober

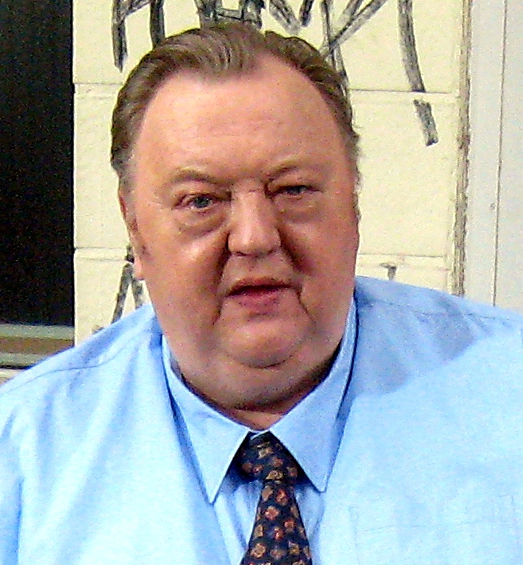
Dieter Pfaff (* 2. Oktober)

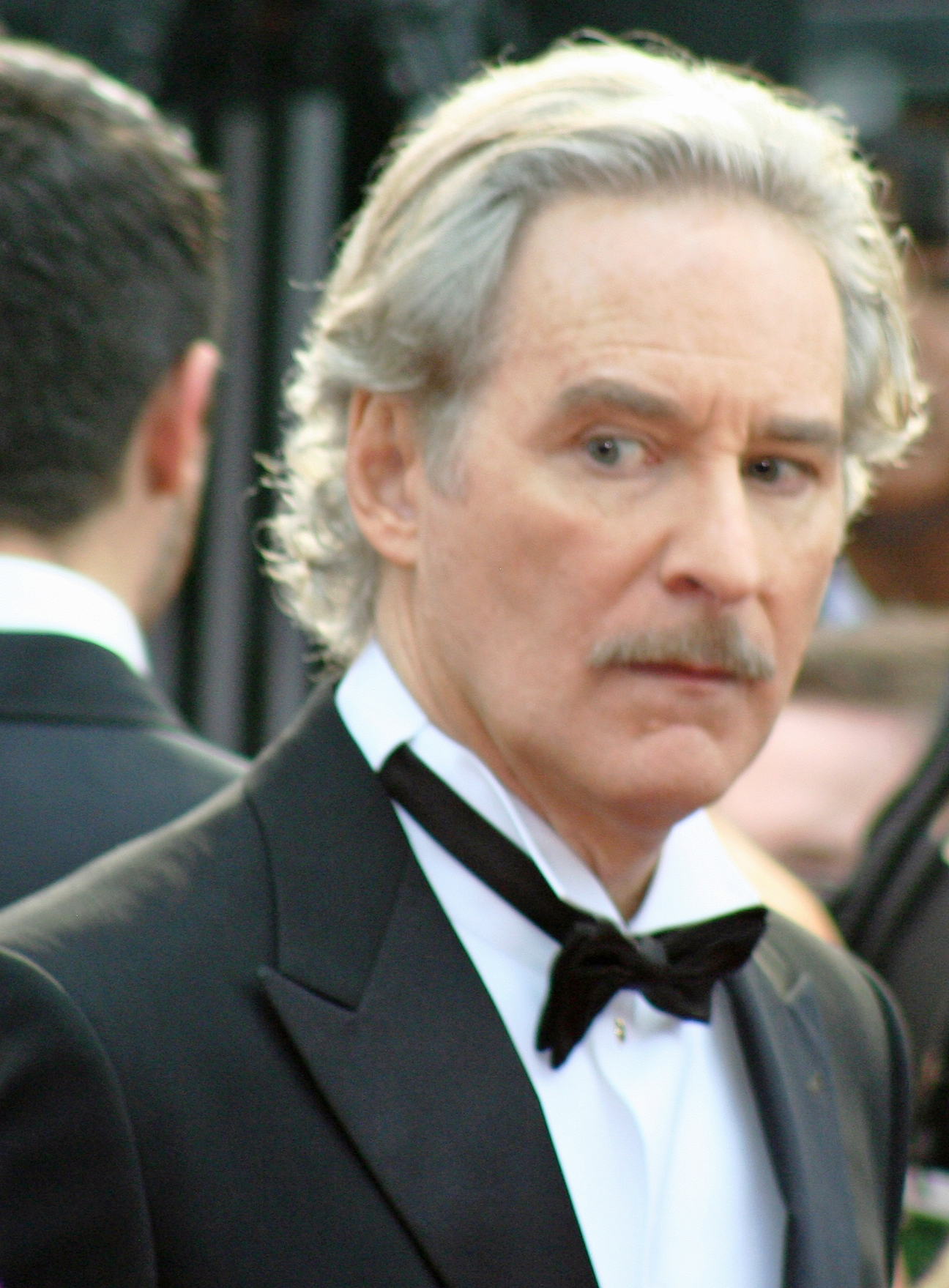
Kevin Kline (* 24. Oktober)

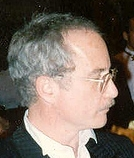
Richard Dreyfuss (* 29. Oktober)

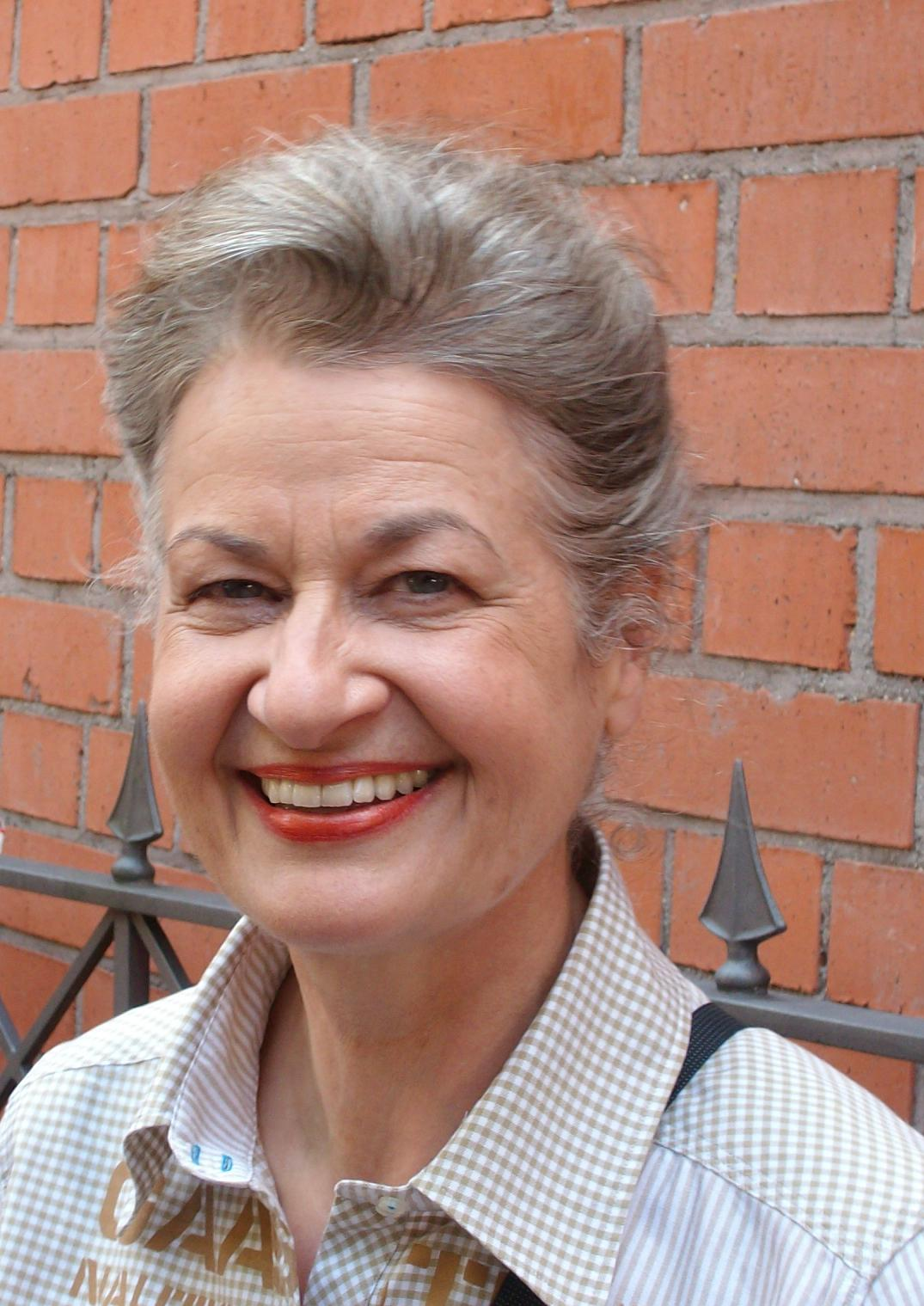
Ursula Cantieni (* 5. Dezember)

- 02. Oktober: Dieter Pfaff, deutscher Schauspieler († 2013)
- 03. Oktober: Cornelia Sharpe, US-amerikanische Schauspielerin
- 12. Oktober: Michael Maien, deutscher Schauspieler, Schlagersänger, Drehbuchautor und Schriftsteller
- 14. Oktober: Lukas Resetarits, österreichischer Schauspieler
- 15. Oktober: Jan Niklas, deutscher Schauspieler
- 16. Oktober: David Zucker, US-amerikanischer Regisseur und Drehbuchautor
- 17. Oktober: Michael McKean, US-amerikanischer Schauspieler
- 18. Oktober: Joe Morton, US-amerikanischer Schauspieler
- 19. Oktober: Ildikó Bánsági, ungarische Schauspielerin
- 24. Oktober: Kevin Kline, US-amerikanischer Schauspieler
- 26. Oktober: Jaclyn Smith, US-amerikanische Schauspielerin
- 29. Oktober: Richard Dreyfuss, US-amerikanischer Schauspieler
- 29. Oktober: Coline Serreau, französische Regisseurin
- 30. Oktober: Herschel Weingrod, US-amerikanischer Drehbuchautor und Produzent
- 31. Oktober: John Cothran Jr., US-amerikanischer Schauspieler

November
- 06. November: Edward Yang, taiwanischer Regisseur († 2007)
- 09. November: Robert David Hall, US-amerikanischer Schauspieler
- 12. November: Patrice Leconte, französischer Regisseur
- 13. November: Joe Mantegna, US-amerikanischer Schauspieler
- 17. November: Steven E. de Souza, US-amerikanischer Drehbuchautor
- 18. November: Jameson Parker, US-amerikanischer Schauspieler
- 24. November: Dwight Schultz, US-amerikanischer Schauspieler
- 25. November: Jonathan Kaplan, US-amerikanischer Regisseur († 2025)
- 25. November: John Larroquette, US-amerikanischer Schauspieler
- 25. November: Tracey Walter, US-amerikanischer Schauspieler
- 30. November: Stuart Baird, US-amerikanischer Filmeditor und Regisseur
- 30. November: Jude Ciccolella, US-amerikanischer Schauspieler
- 30. November: David Mamet, US-amerikanischer Drehbuchautor und Regisseur

Dezember
- 05. Dezember: Ursula Cantieni, schweizerisch-deutsche Schauspielerin († 2023)
- 07. Dezember: James Keach, US-amerikanischer Schauspieler und Regisseur
- 08. Dezember: Gregg Allman, US-amerikanischer Musiker und Schauspieler († 2017)
- 08. Dezember: Francis Huster, französischer Schauspieler
- 08. Dezember: Memè Perlini, italienischer Schauspieler, Regisseur und Drehbuchautor († 2017)
- 08. Dezember: David Schmoeller, US-amerikanischer Regisseur
- 12. Dezember: Wings Hauser, US-amerikanischer Schauspieler
- 13. Dezember: Darlene Cates, US-amerikanische Schauspielerin († 2017)
- 16. Dezember: Ben Cross, britischer Schauspieler († 2020)
- 17. Dezember: Marilyn Hassett, US-amerikanische Schauspielerin
- 17. Dezember: Wes Studi, US-amerikanischer Schauspieler
- 29. Dezember: Ted Danson, US-amerikanischer Schauspieler
- 30. Dezember: Sarah Kernochan, US-amerikanische Drehbuchautorin und Regisseurin
- 31. Dezember: Tim Matheson, US-amerikanischer Schauspieler

### Tag unbekannt
- Rolf Basedow, deutscher Drehbuchautor

## Verstorbene

### Januar bis Juni
- 10. Januar: August Blom, dänischer Regisseur (* 1869)
- 26. Januar: Grace Moore, US-amerikanische Sängerin und Schauspielerin (* 1898)

- 06. Februar: Max Gülstorff, deutscher Schauspieler
- 09. Februar: Jacques Montéran, französischer Kameramann (* 1882)

- 06. März: Ferdinand Zecca, französischer Regisseur (* 1864)
- 07. März: Ossi Oswalda, deutsche Schauspielerin (* 1898)
- 08. März: Victor Potel, US-amerikanischer Schauspieler (* 1889)

- 31. Mai: Adrienne Ames, US-amerikanische Schauspielerin (* 1907)

- 24. Juni: Bartolomeo Pagano, italienischer Schauspieler (* 1878)

### Juli bis Dezember
- 13. Juli: Carl Hoffmann, deutscher Kameramann und Regisseur (* 1885)
- 15. Juli: Brandon Hurst, britischer Schauspieler (* 1866)

- 21. September: Harry Carey senior, US-amerikanischer Schauspieler (* 1878)

- 01. Oktober: Rotraut Richter, deutsche Schauspielerin (* 1913)
- 06. Oktober: Samuel Hoffenstein, US-amerikanischer Dichter und Drehbuchautor (* 1890)
- 20. Oktober: Leonard Smith, US-amerikanischer Kameramann (* 1894)

- 30. November: Ernst Lubitsch, deutsch-amerikanischer Regisseur (* 1892)

- 12. Dezember: Harry Frank, deutscher Schauspieler (* 1896)
- 26. Dezember: Urban Gad, dänischer Regisseur (* 1879)

### Tag unbekannt
- Werner Scheff, deutscher Schriftsteller und Drehbuchautor (* 1888)